# Airain
Pour les articles ayant des titres homophones, voir Herrin et R1.
Pour les articles homonymes, voir Airain (homonymie).

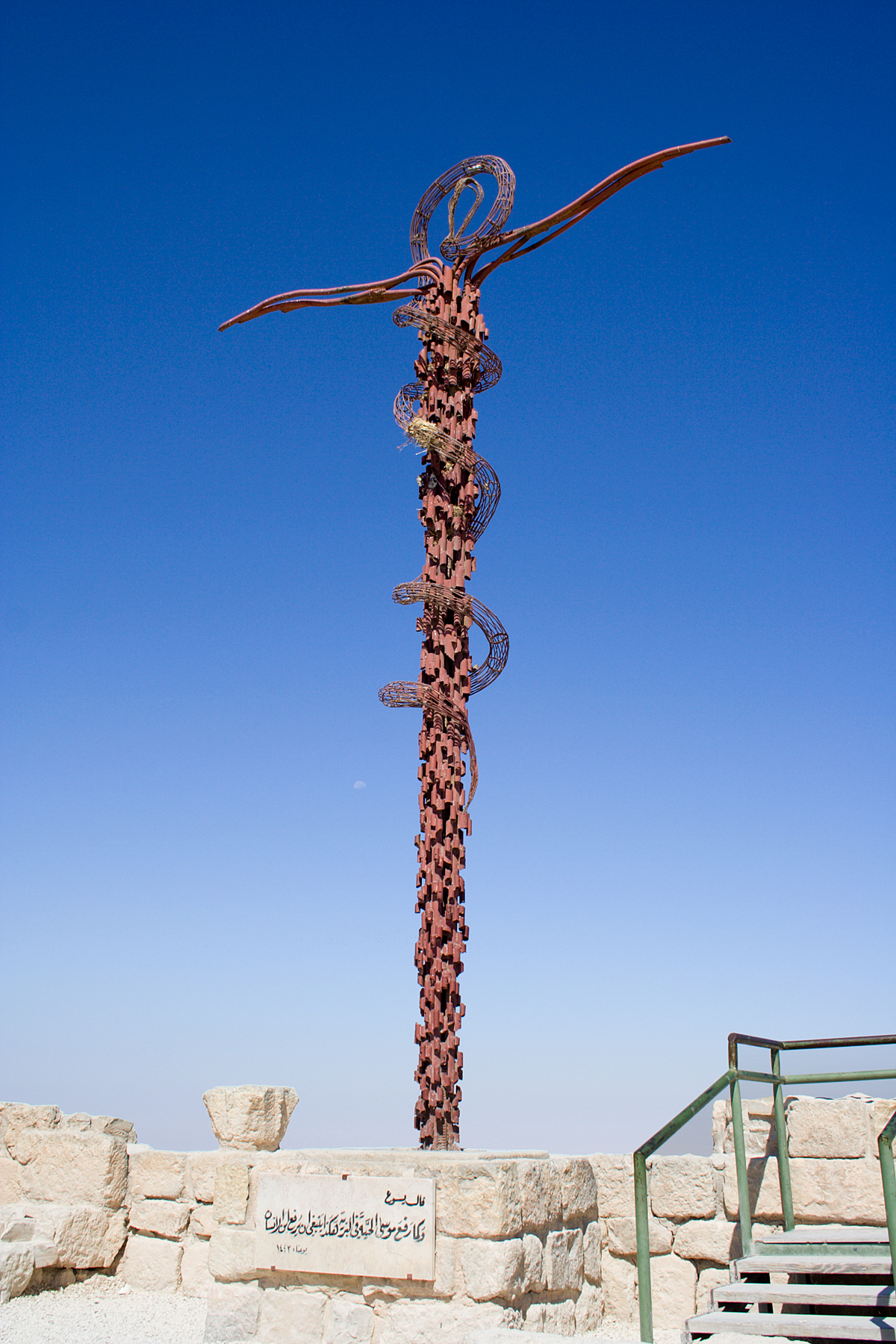
Le Serpent d’airain de Moïse, de Giovanni Fantoni.

L’airain  est un terme vieilli désignant un alliage de cuivre spécifique. L'emploi du terme fait souvent allusion au bronze et au laiton, et d'une manière générale à tout ce qui sort des ateliers de fonderie ou de forge, selon une description littéraire généraliste ou en référence à l'Antiquité. Ainsi l'airain des glaives ou armes romaines a fait place à l'époque contemporaine aux canons, obus, bombes, tout en désignant, en association avec un marteau, les cloches, l'horloge ou le timbre de l'horloge, la sonnette etc.

## Vieux terme polysémique latin
Le terme est issu du mot latin neutre æs, æris, désignant d'abord sur un plan technique l'alliage « airain », mais aussi le bronze et le cuivre, ensuite un objet d'airain (trompette, cymbales, revêtement du bouclier, armes ou partie d'une arme, table gravée, statue etc.) ou le cuivre ou bronze servant primitivement aux échanges ou achats, transaction lointaine et par extension de ce sens, l'argent (pecunia) ou toute sorte d'argent ou monnaie, la fortune, les moyens, voire l'argent de la solde.
Les corps ou substances métalliques qui servaient aux transactions commerciales étaient souvent des minerais de cuivre, en proportion convenables pour être fondu facilement et prendre la forme souhaitée. C'est pourquoi le monde germanique a véritablement préservé le mot latin, sous la forme actuelle en allemand das Erz (-es,) die Erze au pluriel, dans un sens différemment étendu, de minerai métallique quelconque ou exploitable dans son acception concrète, chimique et géologique prise à l'époque moderne puis contemporaine, jusqu'à celui plus ancien de bronze ou d'alliage de cuivre, y compris au sens littéraire, même si der Erzgisser désigne toujours précisément le fondeur en bronze et l'adjectif erzen s'applique à ce qui est d'airain ou de bronze. Ce glissement polysémique rend impossible une correspondance univoque du mot airain avec das Erz.
Les traductions vers les langues romanes semblent approximatives, ainsi l'espagnol, le catalan, l'italien, le lombard etc. voire le grec ou le serbe proposent le mot équivalent à laiton, ce qui est inexact.

## Arts des cloches
En campanologie, il s'agit de l’alliage utilisé pour la fonderie des cloches à base de cuivre et d'étain.

## Fontainerie
En termes de fontainerie, fin XVIIe siècle, le terme « airain » désigne deux alliages. Le premier est un alliage de cuivre rouge et de calamine. La calamine est à l'époque une terre bitumineuse qui sert à affiner le cuivre, et qui, en lui donnant la couleur jaune, forme ce qu'on appelle le laiton ou cuivre jaune. Le mot airain peut aussi désigner un alliage de cuivre rouge et d'étain pour faire le bronze ou la « fonte ».

## Airain brûlé

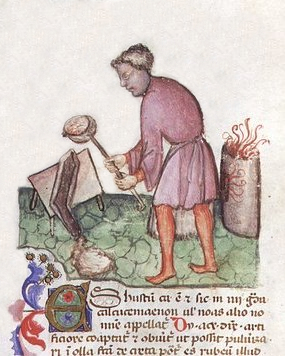
Airain brûlé dans le Tractatus de herbis, manuscrit 459 de la bibliothèque Casanatense.

L'airain brûlé (en latin : æs ustum), ou cuivre brûlé, désignait l'oxyde cuivreux obtenu par calcination de déchets de cuivre. C'était un remède connu de Grecs et décrit notamment par Dioscoride. Il était recommandé en usage externe contre les luxations, les fractures et les ecchymoses. Dans la pharmacopée traditionnelle marocaine, l'airain brûlé était trituré dans de l'huile d'olive et utilisé pour soigner les petites plaies ou les boutons. Il était aussi ajouté en petites quantités au khôl pour prévenir ou traiter les affections oculaires.

## Usage littéraire du terme
On retrouve l'airain dans la mythologie des pays nordiques et aussi dans celle de la Grèce antique, où il est l'élément de base des trois remparts de la prison du Tartare, des sabots de la biche de Cérynie ou encore des taureaux aux sabots d'airain créés par Héphaïstos. Le terme est aussi utilisé dans la Bible en parlant du serpent d'airain ou plutôt nahash et dans le registre poétique.
Alphonse de Lamartine affectionne ce terme poétique, qui désigne ici les cloches de l'église : 
- "L'airain retentissant dans sa haute demeure / sous le marteau sacré tour à tour chante et pleure / pour célébrer l'hymen, la naissance ou la mort".

Chateaubriand entend quant à lui autant la cloche que l'horloge du temps, dans un lieu lugubre : 
- "L'airain sonnait minuit. J'avais compté dix heures à l'horloge, le marteau qui se soulevait et retombait sur l'airain était le seul être vivant avec moi dans ces régions".

## Autres sens figurés
Dans un emploi figuré, le terme "airain" caractérise ce qui est dur et résistant, à l'instar d'un quelconque objet d'airain, et par extension de l'usage militaire ou de l'aspect statutaire, ce qui est impassible, impitoyable, implacable. L'airain sert à qualifier un objet dur ou rigide, y compris dans un sens abstrait. On parle ainsi d'une règle d'airain pour décrire une règle particulièrement sévère.
En économie, la loi d'airain des salaires est une théorie du coût de la production proposé en 1863 par le syndicaliste socialiste Ferdinand Lassalle (1825-1864) qui précise que, en régime capitaliste, le salaire moyen des travailleurs tend à s'ajuster au niveau de leur minimum vital, un minimum nécessaire à leurs besoins individuels et familiaux..
En sociologie, la loi d'airain de l'oligarchie est un concept de Robert Michels pour qualifier la tendance de toute organisation à sécréter une élite oligarchique.

## Alchimie et œuvre occulte
En alchimie, l'airain est considéré comme le fondement de l'œuvre d'après, entre autres, Michael Maier. Il ajoute que si Hercule doit capturer une biche aux bois d'or et aux pattes d'airain, c'est parce que cette matière, dont le principe (la tête, ou les bois) est en or, est très volatile et fugace, mais qu'elle est néanmoins retardée dans sa fuite par ce fondement et cette base (les pattes) d'airain.